# 戦魂-SENTAMA-
『戦魂-SENTAMA-』（せんたま）は、ディー・エヌ・エーより配信されていたスマートフォン用ゲームアプリ。サービス期間は2015年5月7日 - 2018年10月31日。

## 概要
日本の戦国時代を舞台とした戦略シミュレーションRPG。タイトル題字は墨象作家の宮村弦によるもの。
プレイヤーは戦国時代を生きる一城主となって戦場へと赴く。城主となったプレイヤーは自分の主城と城下町を育てつつ、実在の武将たちを率いて戦場での各種クエストのクリアを目指す。
基本無料のアイテム課金制となっている。課金要素はゲーム内通貨の「宝玉」を購入することであり、宝玉を消費することで「ガチャ」を実行して武将ユニットを入手することが主目的となる。その他、城下町や戦闘に対応したアイテムを購入することも可能。なおガチャは、ゲーム内で入手可能な「金」を消費することでも実行することができる。その他のゲーム内ポイントには、武将強化や内政で消費される「銅銭」「資材」がある。

## システム
本作では、入手したユニットを育成する「武将強化」、ユニットを駆使して戦う「戦場」、それらを円滑に進めるための「内政」のシステムで成り立っている。ユーザーの行動力を表す「兵糧」を消費することで、様々なモードを遊ぶことができる。

### ユニット
ユニットは実在、あるいは伝承にある戦国武将や同時代の著名人がモチーフとなっている。各ユニットには「LV」、HPを意味する「兵力」、基本ステータスの「攻撃力」「防御力」「知力」、属性を意味する「兵科」、補助効果を持つ「タイプ」、編成条件に関係する「コスト」、様々な効果を発揮する特殊能力である「特性」、戦闘中に発動可能な「戦技」、その他「主家」「運」などが割り振られている。これらのステータスの一部は「訓練」によって上昇させることができ、また各ユニットには1かいのみ「覚醒」によってユニットの基礎値そのものを上昇させることもできる。「覚醒」ではレアリティが当初より1つ上げられる。ユニットのレアリティは1〜5のため、覚醒後は最大でレアリティ6になる。ユニットは「編成」によって、戦場に出す部隊を作ることができ、1部隊は最大5ユニットまで編成が可能。また戦場によっては同時に2部隊まで編成することができる。
兵科
各ユニットが率いることのできる兵科のことで、変更はできない。「槍」「弓」「騎馬」「鉄砲」の4種類であり、それぞれに強弱の関係が存在する。
タイプ
各ユニットに設定されている「武将のタイプ」を表し、種類によって補助降下を発揮する。基本的には、攻撃力を上げる「攻将」、防御力を上げる「守将」、知力を上げる「知将」、兵力を上げる「補将」の4種類だが、一部の高レアリティユニットには「上級タイプ」というより強力なタイプが設定されている。
特性
各ユニットに与えられている特殊能力。戦闘中に自動で発動し、何らかの強化が与えられる。一部の特性は「伝書」によって別ユニットに移動することも可能。
戦技
戦闘中、条件を満たした時にのみ任意で発動できる特殊能力。兵力が一定以下にまで減少している場合はより強力な「奥義」が発動できる。

### 戦場
ユニットを編成して戦場に出陣するモード。基本的には簡易マップを動かし、敵部隊と遭遇すると戦闘パートに移行し、どちらかの部隊の全てのユニットの兵力が0になると決着がつく。基本的には敵の全ての舞台を撃破することが目的となるが、一部の戦場では特殊な勝利条件が設けられている場合もある。なお一部の戦場ではユーザーが「計略」を発動させ、有利な条件を起こすことができる。
列伝
本作におけるメインシナリオ。常時プレイ可能。列伝内での条件を満たすことで新しいシナリオが解放される。「織田伝」「武田伝」「毛利伝」「北条伝」「上杉伝」「豊臣伝」「徳川伝」の全7種。
強化戦場
武将強化に使用される各種アイテムを入手できるシナリオ。ストーリー要素はない。
イベント
期間限定で解放されるシナリオ。以下の種類がある。
昇格戦
出現する敵軍を撃破し、そこで得られた「戦果」の総得点をリーグ内で競う。イベント終了時にランキングに相当する「官位」が各プレイヤーに与えられる。
群雄戦
PvPを行うモード。
無限戦場
ひたすら戦闘を繰り返してゆくモード。ストーリーがあり、読み物としても楽しむことができる。
戦国外伝
「列伝」の縮小版。「列伝」では描かれなかった戦いなどが題材となる。より高難易度な「神髄」というモードも存在する。
捕縛戦場
ユニットを「捕縛」して獲得することを目的とする戦場。ストーリー要素は薄め。「戦国外伝」でもユニットを捕縛できる戦場が登場した。

### 内政
ユーザーが城主を務める城下町に手を加えるモード。本作におけるメニュー画面を兼ねており、運営からの通知やアイテム配布などもここで受け取る。各種施設を整えることによって様々な恩恵を受ける。各種施設にはLVが設定されており、強化することが可能。「主城」のみ最初から存在し、それ以外の施設はプレイヤーが空地に建設することができる。建設やレベルアップには「銅銭」「資材」を消費する。空地の数はユーザーLVに応じて解放されていく。建設やレベルアップには一定の時間経過が必要だが、ゲーム内アイテムである「匠」を消費することでその時間を0にすることも可能。

## 世界観
「史実に即した世界観」を標榜しており、おおむね歴史的事実に則ったストーリーとなっている。ただし一本の幹となるシナリオは存在せず、また時代経過はプレイヤーには影響せず、シナリオによっては戦国時代初期から戦国時代末期を舞台にしたものもあり、それらは直接関係を持たない独立したものとなっている。
織田伝
織田信長の生涯を扱ったもの。信長の初陣に始まり、本能寺の変を最後の戦場とする。
武田伝
武田信玄・勝頼の2代記。信玄の若き日から、武田氏滅亡までを戦場とする。
毛利伝
毛利元就とその3人の息子たちの物語。
北条伝
北条氏康を中心に、氏綱から氏直までの4代を扱う。
上杉伝
上杉謙信・景勝の2代記。
豊臣伝
豊臣秀吉の一代記。秀吉が織田信長に仕えていた時期から、天下統一までを扱う。
徳川伝
徳川家康の一代記。

### キャラクター
以下は本作のオリジナルキャラクター。本編シナリオではほとんど登場しない。
ひな
本作の案内役の少女。プレイヤーである城主に仕えているという設定。アプリ起動時に日ごとのメッセージが表示される。またイベントによっては希にシナリオに登場することもある。またユニットも存在する。
半じい（はんじい）
昇格戦の案内役となる老人男性の兵士。ひなの祖父にあたる。
強化姫
武将強化に有効なユニット。それぞれ「葵姫」「桔梗姫」「楓姫」「桜姫」という名前で、四人姉妹という設定。
権一（ごんいち）
本作の公式Twitterを担当していたキャラクター。足軽の中年男性。ユニットとしても配布された。
亀吉（かめきち）
本作の公式Twitterを担当していたキャラクター。足軽の青年男性。

## 沿革
- 2015年5月 - サービス開始
- 2015年7月 - 音泉でWEBラジオ「戦魂ラジオ〜織田の陣〜」を配信
- 2016年2月 - 『センゴク』コラボイベント開催
- 2016年4月 - 『戦国BASARA』コラボイベント開催
- 2016年4月 - 長野県上田市で開催の「上田真田三代十勇記 真田の章」に出展
- 2016年9月 - ショールームにて声優オーディションを開催
- 2016年10月 - 『花の慶次』コラボイベント開催
- 2017年5月 - 2周年イベント開催
- 2017年9月 - 『バジリスク 〜甲賀忍法帖〜』コラボイベント開催
- 2017年12月 - 『戦国BASARA』コラボイベント第2弾開催
- 2018年10月 - サービス終了